# Variété riemannienne
En mathématiques, et plus précisément en géométrie, la variété riemannienne est l'objet de base étudié en géométrie riemannienne.
Il s'agit d'une variété, c'est-à-dire un espace courbe généralisant les courbes (de dimension 1) ou les surfaces (de dimension 2) à une dimension n quelconque, et sur laquelle il est possible d'effectuer des calculs de longueur.
En termes techniques, une variété riemannienne est une variété différentielle munie d'une structure supplémentaire appelée métrique riemannienne permettant de calculer le produit scalaire de deux vecteurs tangents à la variété en un même point. Cette métrique permet de définir la longueur d'un chemin entre deux points de la variété, puis les géodésiques qui répondent à un problème de plus court chemin. Les concepts fondamentaux qu'on associe à la variété riemannienne sont la connexion de Levi-Civita et la courbure.

## Définitions et exemples élémentaires

### Définition formelle
Une variété riemannienne est la donnée d'une variété différentielle {\displaystyle M} et, en chaque point {\displaystyle m}, d'une forme quadratique définie positive {\displaystyle g_{m}} sur l'espace tangent {\displaystyle T_{m}M} avec des hypothèses de régularité supplémentaires. Les espaces tangents {\displaystyle (T_{m}M,g_{m})} sont des espaces euclidiens. Les hypothèses de régularité s'énoncent de deux manières équivalentes :
1. L'application {\displaystyle m\mapsto g_{m}} est une section globale de classe Ck du fibré vectoriel {\displaystyle S^{2}T^{*}M} ;
2. Pour tous champs de vecteurs {\displaystyle X,Y} de {\displaystyle M}, l'application {\displaystyle m\mapsto g_{m}(X_{m},Y_{m})} est de classe Ck.

La donnée {\displaystyle g} est appelée métrique riemannienne sur {\displaystyle M}.
Les métriques riemanniennes existent sur toute variété différentielle (paracompacte) et forment un cône convexe fermé de {\displaystyle \Gamma S^{2}T^{*}M} (avec des topologies raisonnables).
Si {\displaystyle (M,g_{1})} et {\displaystyle (N,g_{2})} sont deux variétés riemanniennes, une isométrie locale {\displaystyle f:M\rightarrow N} est une application différentiable vérifiant {\displaystyle f^{*}g_{2}=g_{1}}. Autrement dit, les différentielles {\displaystyle df(x):T_{x}M\rightarrow T_{f(x)}N} sont des applications linéaires isométriques. Par le théorème d'inversion locale, toute isométrie locale est un difféomorphisme local.
Une isométrie (globale) est une isométrie locale bijective.

### Longueur et distance
Les variétés riemanniennes sont les exemples les plus élémentaires de variétés de Finsler. Une métrique riemannienne {\displaystyle g} sur une variété différentielle connexe {\displaystyle M} définit sur chaque espace tangent une norme euclidienne, donnée par : 
La longueur d'une courbe C1 par morceaux γ :  [a, b] → M est définie par :
- La longueur d'une courbe est invariante par reparamétrage régulier.
- La longueur du concaténé de deux courbes C1 par morceaux est la somme des longueurs.

Pour {\displaystyle x,y\in M}, on définit : 
où l'infimum porte sur toutes les courbes C1 par morceaux d'origine {\displaystyle x} et d'extrémité {\displaystyle y}.
Comme les notations le suggèrent, d est une distance sur {\displaystyle M} appelée distance riemannienne. Il est à remarquer que cette dernière redéfinit la topologie de {\displaystyle M}.

### Exemples fondamentaux

#### Les sphères
Comme la n-sphère se plonge dans l'espace ℝn+1, sa métrique riemannienne est la métrique induite par la distance usuelle. Sur la n-sphère centrée en O et de rayon R, deux points A et B ont pour distance riemannienne (ou géodésique) la longueur {\displaystyle R\theta } de l'arc de grand cercle qui les relie, où {\displaystyle \theta =\arccos {\vec {OA}}.{\vec {OB}}/R^{2}}.

#### L'espace hyperbolique
Disque de Poincaré : l'espace hyperbolique {\displaystyle (H^{n},g)} est la boule unité de ℝn, munie de la métrique :
{\displaystyle g=4\sum _{i=1}^{n}{\frac {\mathrm {d} x_{i}^{2}}{\left(1-\left\|x\right\|^{2}\right)^{2}}}}
Modèle de Klein : l'espace hyperbolique est aussi représenté par la boule unité, mais la métrique est différente :
{\displaystyle g={\frac {\left(\sum _{i=1}^{n}x_{i}\mathrm {d} x_{i}\right)^{2}}{\left(1-\left\|x\right\|^{2}\right)^{2}}}+\sum _{i=1}^{n}{\frac {\mathrm {d} x_{i}^{2}}{1-\left\|x\right\|^{2}}}}
Dans ce modèle, les droites de l'espace hyperbolique sont des segments de la boule unité, contrairement au modèle de Poincaré, mais les angles ne sont pas conservés.
Demi-plan de Poincaré : ce modèle de l'espace hyperbolique est donné par la métrique définie sur le demi-espace supérieur {\displaystyle \mathbb {R} _{*}^{+}\times \mathbb {R} ^{n-1}} :
{\displaystyle g=\sum _{i=1}^{n}{\frac {\mathrm {d} x_{i}^{2}}{x_{1}^{2}}}}
Une isométrie explicite du disque unité sur le demi-plan supérieur est donnée par l'inversion de pôle {\displaystyle t=(-1,0,\dots ,0)} :
{\displaystyle x\mapsto t+2{\frac {x-t}{\left\|x-t\right\|^{2}}}}
Remarque : l'espace hyperbolique {\displaystyle H^{2}} intervient en arithmétique, domaine dans lequel on utilise habituellement le modèle du demi-plan supérieur. Toutefois, en géométrie, les goûts sont très largement partagés : le modèle du disque de Poincaré offre l'avantage d'un meilleur graphisme dans les figures. Il existe d'autres modèles (comme le modèle de l'hyperboloïde), peu utilisés en pratique.

## De la connexion aux géodésiques

### Connexion de Levi-Civita
Sur une variété riemannienne {\displaystyle (M,g)}, il existe une unique connexion sans torsion D telle que, pour tous champs de vecteurs {\displaystyle X,Y,Z} : 
Cette connexion est appelée la connexion de Levi-Civita de {\displaystyle (M,g)}, ou la connexion canonique.
Ce résultat constitue le théorème fondamental de la géométrie riemannienne.
Si {\displaystyle f:N\rightarrow M} est une application différentiable, un champ de vecteurs le long de f est une section globale du fibré vectoriel {\displaystyle f^{*}TM}, soit donc une application {\displaystyle X:N\rightarrow TM} telle que, pour tout point {\displaystyle n\in N}, on a : {\displaystyle X(n)\in T_{f(n)}M}. On note {\displaystyle \Gamma \left[f^{*}TM\right]} l'espace des champs de vecteurs le long de {\displaystyle f}.

### Équations des géodésiques
Les géodésiques d'une variété riemanienne vérifient l'équation différentielle suivante :

### Théorème de Hopf-Rinow
Les propriétés suivantes sont équivalentes :
- pour tout point {\displaystyle m}, l'application expm est définie sur {\displaystyle T_{m}M} ;
- la variété {\displaystyle (M,g)} est géodésiquement complète, c'est-à-dire que les géodésiques sont définies sur ℝ ;
- l'espace {\displaystyle M} est complet pour la distance riemannienne ;
- les boules fermées et bornées sont compactes.

## Généralisations
La notion de variété riemannienne se généralise dans deux directions complètement différentes.
- On remplace g par un champ de formes quadratiques non dégénérées de signature quelconque (variétés pseudo-riemanniennes). On a toujours une connexion de Levi-Civita, des géodésiques et une notion de courbure, mais les propriétés géométriques sont complètement différentes.

- On s'intéresse à la structure métrique. Une généralisation naturelle est alors celle d'espace de longueur. Ces espaces ont été particulièrement étudiés par l'école russe (D. A. Alexandrov, et plus récemment G. Perelman et M. Gromov).